# Obata Toramori
Obata Toramori (小畠 虎盛?; 1491 – 14 luglio 1561) è stato un samurai e generale giapponese del periodo Sengoku. È anche conosciuto come uno dei ventiquattro generali di Takeda Shingen..
Fu il padre di Obata Masamori.
Toramori prima servì Takeda Nobutora, che gli concesse l'uso di uno dei caratteri del suo nome  (虎?, tora). Combatté numerose battaglie per Takeda Shingen sotto la guida di Baba Nobuharu; morì di malattia nel luglio 1565 al castello di Kaizu, probabilmente a causa delle numerose ferite che si dice ricevette in battaglia durante il corso della sua vita. Fu inoltre un Ashigaru Taisho con 15 cavalieri e 75 ashigaru sotto il suo diretto comando.